# Phare patrimonial

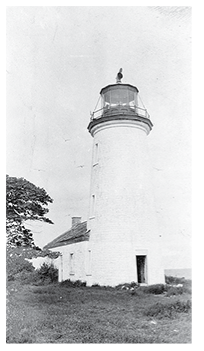
Phare de l'île Scotch Bonnet, comté de Prince Edward, Ontario - 1939

Les phares patrimoniaux (anglais : Heritage Lighthouses) sont un statut patrimonial qui a été créé en 2008 lors de l'adoption par le parlement canadien de la Loi sur la protection des phares patrimoniaux (en). Cette loi a pour but d'empêcher la modification ou l’aliénation non autorisée des phares désignés par ladite loi. La désignation peut aussi s'étendre aux bâtiments connexes, comme la maison du gardien ou le bâtiment de la corne de brume.